# Vallejuelo (kommun)
Vallejuelo är en kommun i Dominikanska republiken.   Den ligger i provinsen San Juan, i den sydvästra delen av landet, 140 km väster om huvudstaden Santo Domingo. Antalet invånare i kommunen är cirka 12 000.